# Межиріцька волость (Черкаський повіт)
Межиріцька волость — історична адміністративно-територіальна одиниця Черкаського повіту Київської губернії з центром у містечку Межиріч.
Станом на 1886 рік — складалася з 8 поселень, 6 сільських громад. Населення — 3606 осіб (1791 чоловічої статі та 1815 — жіночої), 465 дворових господарств.
|                     | Площа, десятин | У тому числі орної, десятин |
| ------------------- | -------------- | --------------------------- |
| Сільських громад    | 1649           | 900                         |
| Приватної власності | 4106           | 486                         |
| Іншої власності     | 39             | 30                          |
| Загалом             | 5794           | 1416                        |

Основне поселення волості:
- Межиріч — колишнє власницьке село при річці Рось за 60 верст від повітового міста, 899 осіб, 152 двори, православна церква, католицька каплиця, єврейський молитовний будинок, школа, поштова станція, 2 постоялих двори, 3 постоялих будинки, 17 лавок.
- Лука — колишнє власницьке село при річці Рось, 743 особи, 106 дворів, 2 постоялих будинки.
- Межиріцька слобода — колишнє власницьке село при річці Рось, 842 особи, 110 дворів.

Наприкінці ХІХ ст. територія волості розширилася за рахунок приєднання поселень ліквідованих Попівської Другої та Хмільнянської волостей. На поатку 1910-х років волость було передано зі складу Черкаського до складу Канівського повіту.
Старшинами волості були:
- 1909—1910 роках — Артем Сидорович Кузьменко[2],[3].